# John Allison (Offizier)
Sir John Shakespeare Allison, KCB, CBE (* 24. März 1943) ist ein ehemaliger britischer Offizier der Royal Air Force, der als General (Air Chief Marshal) zwischen 1996 und 1997 Air Member for Logistics und Oberkommandierender des RAF Logistics Command sowie zuletzt von 1997 bis 1999 Oberkommandierender des RAF Strike Command war. Seit 2005 ist er Gentleman Usher to the Sword of State.

## Leben

### Offiziersausbildung und Offizier
John Shakespeare Allison begann nach dem Besuch der Royal Grammar School in Guildford 1961 als Flight Cadet eine Offiziersausbildung am Royal Air Force College Cranwell. Nach deren Abschluss wurde er 1964 als Berufssoldat (Permanent Commission) mit dem Dienstgrad eines Leutnants (Pilot Officer) in die Royal Air Force (RAF) übernommen. Er fand zahlreiche Verwendungen als Offizier und wurde als Pilot auf Kampfflugzeugen vom Typ McDonnell F-4 „Phantom II“ ausgebildet. 1971 wurde er Mitglied (Member) des Order of the British Empire (MBE) und war unter anderem zwischen 1977 und 1979 Kommandeur der No. 228 Operational Conversion Unit RAF sowie vom 10. Dezember 1982 bis zum 8. März 1985 als Oberst (Group Captain) Kommandant des Luftwaffenstützpunktes RAF Wildenrath. Im Anschluss war er zwischen März 1985 und Januar 1987 Sekretär der Chefs des Stabsausschusses (Secretary, Chiefs of Staff Committee). Während dieser Verwendung wurde er 1986 Commander des Order of the British Empire (CBE).

### Aufstieg zumAir Chief Marshal
Anschließend wechselte Allison als Brigadegeneral (Air Commodore) in den Luftwaffenstab und war dort zwischen Januar 1987 und Dezember 1988 Leiter des Referats für Ressourcen und Programme der Luftstreitkräfte (Director of Air Force Plans and Programmes). Danach kehrte er als Generalmajor (Air Vice-Marshal) in den Verteidigungsstab zurück und fungierte von Dezember 1989 bis September 1991 als Assistierender Chef des Verteidigungsstabes für operative Anforderungen der Luftstreitkräfte (Assistant Chief of the Defence Staff, Operational Requirements (Air)). Im Anschluss war er zwischen dem 16. September 1991 und dem 15. Juli 1994 Kommandeur AOC (Air Officer Commanding) der No. 11 Group RAF.
Als Generalleutnant (Air Marshal) war John Allison von Juni 1994 bis März 1996 stellvertretender Oberkommandierender des RAF Strike Command. Während dieser Zeit wurde er am 17. Juni 1995 zum Knight Commander des Order of the Bath (KCB) geschlagen, so dass er seither den Namenszusatz „Sir“ führte. Danach wurde er im März 1996 als General (Air Chief Marshal) im Luftwaffenstab Leiter der Stabsabteilung für Logistik (Air Member for Logistics) und bekleidete diese Funktion bis Juli 1997. Zugleich war er als Nachfolger von Air Chief Marshal Sir Michael Alcock zwischen dem 8. März 1996 und seiner Ablösung durch Air Marshal Colin Terry am 11. Juli 1997 in Personalunion auch Oberkommandierender des Logistikkommandos der Luftstreitkräfte (Air Officers Commanding-in-Chief, RAF Logistics Command).
Zuletzt wurde Air Chief Marshal Allison im Juli 1997 Nachfolger von Air Chief Marshal Bill Wratten als Oberkommandierender des Luftangriffskommandos (Air Officer Commanding-in-Chief, RAF Strike Command). Er verblieb in dieser Funktion bis zu seinem Ausscheiden aus dem aktiven Militärdienst im März 1999 und wurde dann von Air Chief Marshal Sir Peter Squire abgelöst. Zugleich fungierte er zwischen Juli 1997 und März 1999 als Luftwaffenadjutant (Air Aide-de-camp) von Königin Elisabeth II.
Sir John Allison war zwischen Mai 2001 und Oktober 2004 erst Strategiedirektor sowie zuletzt Operativer Direktor des Formel-1-Teams Jaguar Racing. Er ist seit 2005 Gentleman Usher to the Sword of State. Ferner engagiert er sich seit 2015 als Mitglied des Aufsichtsrates des Oxford Health NHS Foundation Trust. Sein Sohn James Allison ist Motorsportingenieur und derzeit Technischer Direktor Chassis bei Mercedes AMG F1 Team.